# Copionodon pecten
Copionodon pecten es una especie de peces de la familia Trichomycteridae en el orden de los Siluriformes.Esta especie es conocida en una pequeña área del Parque Nacional Chapada Diamantina.El área total de esta área protegida es 1.520 km².
Ocurrencia de países:
Nativo:
Brasil

## Morfología
• Los machos pueden llegar alcanzar los 6,2 cm de longitud total.

## Hábitat
Es un pez de agua dulce y de clima tropical.

## Distribución geográfica
Se encuentran en Sudamérica: río Mucujê (afluente del río Paraguaçu en Brasil ).